# Championnat de France Nationale B de grand chistera
 (janvier 2019).
Si vous disposez d'ouvrages ou d'articles de référence ou si vous connaissez des sites web de qualité traitant du thème abordé ici, merci de compléter l'article en donnant les références utiles à sa vérifiabilité et en les liant à la section « Notes et références ».
Le Championnat de France Nationale B de grand chistera est une compétition de pelote basque qui constitue le second échelon national de cette discipline. Elle est créée officiellement en 1984 par la Fédération française de pelote basque (FFPB) et se déroule annuellement sous la forme d'un championnat regroupant plusieurs clubs français. La compétition commence généralement en mai et se termine à la mi-août, à l'occasion de la grande semaine de pelote basque.  

## Palmarès par club
|    | Club                 | Titres de champion | Titres de finaliste |
| -- | -------------------- | ------------------ | ------------------- |
| 1  | Kostakoak de Bidart  | 12                 | 7                   |
| 2  | A.S Hossegor         | 9                  | 10                  |
| 3  | Section Paloise      | 8                  | 2                   |
| 4  | Olharroa Guéthary    | 4                  | 1                   |
| 5  | Biarritz A.C         | 2                  | 4                   |
| 6  | Stade Salisien       | 2                  | 0                   |
| 7  | Luzean               | 1                  | 1                   |
| 8  | Xistera              | 1                  | 1                   |
| 9  | Lagun Artean Mourenx | 1                  | 0                   |
| 10 | Cannes Pelote Basque | 0                  | 5                   |
| 11 | Goïzeko Izarra       | 0                  | 4                   |
| 12 | Luzaz Gazte          | 0                  | 4                   |
| 13 | S.A Mauléonais       | 0                  | 1                   |

## Palmarès par édition
| Date       | Lieu                    | Club Champion        | Joueurs                                                       | Club Finaliste       | Joueurs                                                 | Score |
| ---------- | ----------------------- | -------------------- | ------------------------------------------------------------- | -------------------- | ------------------------------------------------------- | ----- |
| 16/08/2023 | Guéthary                | A.S Hossegor         | Julien Moresmau Jean-Baptiste Sitgès Etienne Carrère          | Luzean               | Gaizka Garat Jokin Garat Kepa Garat                     | 40-39 |
| 20/08/2022 | Soorts-Hossegor         | Kostakoak de Bidart  | Emeric Libois Hugo Ibar Christophe Dubourg                    | S.A Mauléonais       | Simon Etchecopar Gillen Oyhenard Damien Ourthe          | 40-31 |
| 21/08/2021 | Biarritz                | Kostakoak de Bidart  | Andoni Laloo Patrice Etcheverry Yann Millat                   | Goïzeko Izarra       | Michel Cavier Thomas Urrutia Thibaut Bozom              | 40-32 |
| 13/09/2020 | Saint-Jean-Pied-de-Port | Kostakoak de Bidart  | Alexis Zabaleta Patxi Laduche Christophe Dubourg              | A.S Hossegor         | Rémy Lignau Maxime Bénétrix Domingo Marquepucheu        | 40-24 |
| 17/08/2019 | Arcachon                | Olharroa Guéthary    | Xabi Otegui Théo Etchegaray Alexandre Businello               | Cannes Pelote Basque | Laurent Sorozabal Pierre Planson Jean Lespiau           | 40-33 |
| 18/08/2018 | Royan                   | Section Paloise      | Laurent Alliez Vincent Eyheregaray Sébastien Itoiz            | Cannes Pelote Basque | Laurent Sorozabal Pierre Planson Jean Lespiau           | 40-26 |
| 19/08/2017 | Marseille               | Luzean               | Xalbat Garat Vincent Palloumé Jokin Garat                     | A.S Hossegor         | Rémy Lignau Jean-Baptiste Sitgès Etienne Carrère        | 40-36 |
| 12/08/2016 | Salies-de-Béarn         | Section Paloise      | Christophe Pierrou Vincent Eyheregaray Jérôme Portet          | A.S Hossegor         | Rémy Lignau Jean-Baptiste Sitgès Etienne Carrère        | 40-31 |
| 14/08/2015 | Cannes                  | A.S Hossegor         | Mickaël Lesbats Yann Millat Mathieu Alegre                    | Kostakoak de Bidart  | Alexis Zabaleta Olivier Echegaray Christophe Dubourg    | 40-16 |
| 16/08/2014 | Cannes                  | A.S Hossegor         | Rémy Lignau Domingo Marquepucheu Etienne Carrère              | Cannes Pelote Basque | Laurent Sorozabal Pierre Planson Jean Lespiau           | 40-39 |
| 14/08/2013 | Guéthary                | Section Paloise      | Christophe Pierrou Vincent Eyheregaray Sébastien Itoiz        | Cannes Pelote Basque | Laurent Sorozabal Patrick Berthelot Jean Lespiau        | 40-19 |
| 17/08/2012 | Saint-Jean-de-Luz       | Kostakoak de Bidart  | Maxime Hiriart-Durruty Yon Belly Christophe Dubourg           | Section Paloise      | Guillaume De Ferron Vincent Eyheregaray Sébastien Itoiz | 40-26 |
| /08/2011   | Arcachon                | Kostakoak de Bidart  | Alexis Zabaleta Stéphane Garcia Joël Hiriart-Durruty          | A.S Hossegor         | Rémy Lignau Jean-Baptiste Sitgès Sébastien Itoiz        | 40-39 |
| 11/08/2010 | Vieux-Boucau-les-Bains  | Xistera              | Vincent Palloumé Jokin Garat                                  | Luzaz Gazte          | Jon Tambourindeguy Antton Ado Benoît Maya               | 40-23 |
| /08/2009   | Salies-de-Béarn         | A.S Hossegor         | Rémy Lignau Jean-Baptiste Sitgès Sébastien Itoiz              | Luzaz Gazte          | Jon Tambourindeguy Jon Sanchez Benoît Maya              | 45-39 |
| 13/08/2008 | Soorts-Hossegor         | Kostakoak de Bidart  | Jérôme Amati Olivier Echegaray Christophe Dubourg             | A.S Hossegor         | Mickaël Lesbats Pierre Bordes Sébastien Itoiz           | 45-31 |
| 17/08/2007 | Cannes                  | Section Paloise      | Jean-Dominique Olharan Vincent Eyheregaray Christophe Pierrou | Olharroa Guéthary    | Philippe Etcheverry Frédéric Petriat Albert Iturria     | 45-26 |
| 11/08/2006 | Soustons                | Kostakoak de Bidart  | Fabrice Fournerat Stéphane Amati Christophe Dubourg           | Luzaz Gazte          | Philippe Etcheverry Antton Ado Manex Urtasun            | 45-22 |
| 08/08/2005 | Guéthary                | Olharroa Guéthary    | Philippe Etcheverry Benjamin Grand Albert Iturria             | Luzaz Gazte          | Philippe Etcheverry Emmanuel Laduche Manex Urtasun      | 45-30 |
| 11/08/2004 | Bagnères-de-Luchon      | Biarritz A.C         | Jon Curveur Ramuntcho Berassen Philippe Journade              | Section Paloise      | Vincent Eyheregaray Henri Doumenges Christophe Pierrou  | 45-32 |
| 08/08/2003 | Arcachon                | Section Paloise      | Guillaume De Ferron Vincent Eyheregaray Christophe Pierrou    | Goïzeko Izarra       | Christophe Olha Michel Biurarena Jean Cavier            | 45-39 |
| 14/08/2002 | Saint-Jean-de-Luz       | Kostakoak de Bidart  | Jokin Garat Peio Exposito Txabi Inza                          | Xistera              | Arnaud Sallato Philippe Etcheverry Bernard Uranga       | 45-33 |
| 18/08/2001 | Royan                   | A.S Hossegor         | Ramuntcho Belly Rémy Lignau Michel Dupey                      | Kostakoak de Bidart  | Patrice Amati Vincent Palloumé Frédéric Fournerat       | 45-40 |
| 19/08/2000 | Arcachon                | Olharroa Guéthary    | Philippe Otegui Philippe Etcheverry Carlos Contim             | A.S Hossegor         | Raphaël Boudine Xavier Ducasse Rémy Lignau              | 45-41 |
| 09/08/1999 | Salies-de-Béarn         | A.S Hossegor         | Pierre Bordes Philippe Etcheverry Mickaël Fourneau            | Biarritz A.C         | Didier Camy Philippe Journade Michel Dupey              | 45-31 |
| 10/08/1998 | Arcachon                | Kostakoak de Bidart  | Stéphane Garcia Olivier Echegaray Joël Hiriart-Durruty        | Biarritz A.C         | Thierry Casteres Didier Camy Michel Dupey               | 45-32 |
| 11/08/1997 | Salies-de-Béarn         | Stade Salisien       | Frédéric Lévêque Laurent Fruitier Gilles Peyre                | Kostakoak de Bidart  | Stéphane Garcia Olivier Echegaray Joël Hiriart-Durruty  | 45-26 |
| 15/08/1996 | Saint-Jean-de-Luz       | Section Paloise      | Didier Lagourges Laurent Alliez Henri Doumenges               | Kostakoak de Bidart  | Stéphane Garcia Olivier Echegaray Thierry Laloo         | 45-43 |
| 10/08/1995 | Saint-Jean-de-Luz       | A.S Hossegor         | Michel Trecu Thierry Dubrana René Hardoy                      | Biarritz A.C         | Didier Camy Hervé Carvalho Jean-Pierre Urrutia          | 45-37 |
| 12/08/1994 | Cannes                  | Section Paloise      | Didier Biraben Olivier Belhartz Christophe Pierrou            | Biarritz A.C         | Philippe Etcheberry Hervé Carvalho Olivier Hontas       | 45-25 |
| 08/08/1993 | Saint-Jean-de-Luz       | Kostakoak de Bidart  | Xalbat Garat Patrice Berdoulay Benat Curutchet                | Goïzeko Izarra       | Michel Biurarena Jean-Pierre Urrutia Bidart             | 45-26 |
| 19/08/1992 | Royan                   | Biarritz A.C         | Pierre Arrague Patrick Bouret Jean-Pierre Urrutia             | Kostakoak de Bidart  | Laurent Garcia Patrice Berdoulay Benat Curutchet        | 45-31 |
| 16/08/1991 | Mourenx                 | Stade Salisien       | Serge Larricart Patrice Lalanne Philippe Laplace-Palette      | Cannes Pelote Basque | Jean-Claude Berthelot Georges Barnier Michel Barnier    | 45-44 |
| 18/08/1990 | Guéthary                | Kostakoak de Bidart  | Laurent Garcia Ramuntcho Belly Benat Curutchet                | A.S Hossegor         | Michel Trécu Stéphane Dansot René Hardoy                | 45-43 |
| 18/08/1989 | Cannes                  | A.S Hossegor         | Michel Trécu Thierry Dubrana René Hardoy                      | Kostakoak de Bidart  | Xalbat Garat Hervé Caudal Thierry Laloo                 | 45-   |
| 10/08/1988 | Arcachon                | Olharroa Guéthary    | Philippe Otegui Didier Laduche Francis Irastorza              | A.S Hossegor         | Michel Trécu Pierre Fourneau René Hardoy                | 45-25 |
| 12/08/1987 | Salies-de-Béarn         | Section Paloise      | Gérard Pierrou Jean-Marc Olharan Didier Biraben               | A.S Hossegor         | Michel Trécu Pierre Fourneau René Hardoy                | 45-20 |
| 10/08/1986 | Saint-Jean-de-Luz       | Kostakoak de Bidart  | Patrick Caudal Ramuntcho Belly Michel Hirigoyenberry          | A.S Hossegor         | Jacques Sabalette Pierre Fourneau André Exposito        | 45-20 |
| 14/08/1985 | Bidart                  | A.S Hossegor         | Pierre Bordes Guy Capdo Minaberry                             | Goïzeko Izarra       | Erresarret Christian Saldubéhère René Hardoy            | 45-27 |
| 17/08/1984 | Mourenx                 | Lagun Artean Mourenx | Jean-Marc Cazaux Christian Fordin Philippe Begards            | Kostakoak de Bidart  | Michel Hirigoyenberry Gostisbéhère Patrick Caudal       | 45-28 |